# Ernst Credner
Ernst Credner (* 8. Juli 1851 in Münster; † 15. Juli 1938 in Kiel) war ein deutscher Konteradmiral der Kaiserlichen Marine.

## Leben
Ernst Credner, ein Neffe von Karl August Credner, trat am 26. April 1868 in die Norddeutsche Marine ein. Als Unterleutnant zur See nahm er 1874/75 an der Forschungsreise der Gazelle teil.
1886 war er als Kapitänleutnant (Beförderung am 20. April 1882) zur Dienstleistung zum Dezernat V. Torpedo-Angelegenheiten des Marine-Departements der Admiralität kommandiert.
Später war er bis November 1890 Kommandant der Wolf, welche in der Ostasiatischen Station eingesetzt wurde, und wurde in dieser Position Korvettenkapitän. Mit der Wolf war er Mitte September 1890 an der Rettungsaktion der aufgelaufenen osmanischen Fregatte Ertuğrul beteiligt. Nach der Abgabe des Kommandos reiste anschließend nach Deutschland zurück und wurde als Direktor des Torpedoressorts an die Werft nach Wilhelmshaven versetzt. Von dieser Position kommend war er von März 1894 bis September 1895 letzter Kommandeur der Marie. Anschließend war er bis August 1898 Kommandeur der Blücher und wurde in dieser Position am 7. Oktober 1895 als Korvettenkapitän direkt zum Kapitän zur See. 1898 erhielt er den Roten Adlerorden 3. Klasse mit der Schleife verliehen. Im gleichen Jahr wurde er zur Disposition gestellt. Am 2. Mai 1900 wurde Credner als militärischer Leiter für das Minen- und Torpedowesen an der Marineakademie und -Schule wiederverwendet. Am 14. Juli 1903 wurde er von der innegehabten Dienststelle enthoben unter Verleihung des Charakters als Konteradmiral.